# Lévignacq
 Lévignacq  (en occitano Lo Binhac o Aubinhac) es una población y comuna francesa, situada en la región de Aquitania, departamento de Landas, en el distrito de Dax y cantón de Castets.

## Demografía
| 413 | 379 | 322 | 336 | 330 | 346 |
| Para los censos de 1962 a 1999 la población legal corresponde a la población sin duplicidades (Fuente: INSEE [Consultar]) |     |     |     |     |     |